# Заманов, Курбан Исрафилович
Курбан Исрафилович Заманов (23 декабря 1972) — российский футболист и игрок в мини-футбол.

## Карьера
Воспитанник дагестанского футбола. Профессиональную карьеру начинал в составе махачкалинского «Динамо», за которое в том сезон провёл 16 матчей. В 1994 году перешёл в «Арго», за который провел 2 сезона, принял участие в 49 матчах, отличившись семь раз. Следующий сезон начинал в «Дербенте», однако клуб после окончания сезона был расформирован, а Заманов занялся мини-футболом. Играл с момента основания «Каспия», который ранее носил название «Анжи-Моторс», вместе с клубом играл в Высшей лиге сезона 2002/03. В следующем сезоне команда не выступала в связи с финансовыми трудностями, а сам Курбан выступал в каспийском клубе «Дагдизель». Завершал же карьеру в «Каспие». После окончания карьеры работал инспектор таможенной охраны Махачкалинского таможенного поста, а также вместе с Владимиром Гомленко принимал участие в чемпионате таможенных органов Южного таможенного управления по мини-футболу..